# 이석범
이석범(1994년 9월 28일 ~ )은 대한민국의 배우이다.

## 생애
1994년 9월 28일생인 그는 2013년 연극배우 첫 데뷔하였고 2017년 연극 '변신' 연출을 맡았다.
신장은 175cm이고 체중은 63kg이다.

## 학력
- 서울예술전문학교 연극영화과

## 연기 활동

### 뮤지컬·연극
| 연도 | 제목     | 역할   | 비고          |
| ---- | -------- | ------ | ------------- |
| 2018 | 아일랜드 | 윈스톤 | 아놀드 후가드 |